# Manuel Miguel Bustamante Bautista
Manuel Miguel Bustamante Bautista (Xirivella, 1954) és un polític valencià d'ètnia gitana, diputat a les Corts Valencianes en la V, vi, vii i viii legislatures.

## Biografia
Especialista en activisme social, és coordinador del poble gitano a la Comissió del Poble Gitano i de les Federacions Gitanes al País Valencià, així com assessor en afers gitanos a l'Ajuntament de València. El 1997 fou nomenat vicesecretari del Consell Valencià d'Acció Social i expert en Drets Humans nomenat pel Consell Europeu. Ha estat diputat per la província de València a les eleccions a les Corts Valencianes de 1999, 2003 i 2007 dins les llistes del Partit Popular. En 2013, va tornar a la cambra en substituir al portaveu adjunt del Grup Popular, José Marí, qui va dimitir en desembre de 2012 desanimat per la situació política.